# Albanie au Concours Eurovision de la chanson 2017
L'Albanie est l'un des quarante-deux pays participants du Concours Eurovision de la chanson 2017, qui se déroule à Kiev en Ukraine. Le pays est représenté par Lindita et sa chanson World. Terminant 14e avec 76 points en demi-finale, le pays ne parvient pas à se qualifier pour la finale.

## Sélection
Le diffuseur albanais confirme sa participation le 21 septembre 2016. L'artiste représentant le pays est sélectionné via le Festivali I Këngës, sélection traditionnelle de l'Albanie depuis son entrée au Concours en 2004.

### Chansons
Comme le veut le règlement du Festival, toutes les chansons sont en albanais. Cependant, la chanson gagnante pourra être traduite pour la participation à l'Eurovision.
| Artiste                          | Chanson              |
| -------------------------------- | -------------------- |
| Albulena Jashari                 | Fjalët ia lë zemrës  |
| Classic Boys                     | Dashuria për jetën   |
| Dilan Reka                       | Mos harro            |
| Edea Demaliaj                    | Besoj në ëndrra      |
| Edona Vatoci                     | Mirëmëngjës          |
| Elson Braha                      | Edhe një herë        |
| Erlind Zeraliu                   | Dhimbja e gëzimit    |
| Fabiola Agalliu & Agnesa Çavolli | Shkon e vjen         |
| Festina Mejzini                  | Atje lart            |
| Flaka Krelani                    | S'dua t'flas'        |
| Franc Koruni                     | Macka                |
| Genc Salihu                      | Këtu                 |
| Lindita Halimi                   | Botë                 |
| Linda Rukaj                      | Vija e lumit         |
| Lorela                           | Me ty                |
| LYNX                             | Sot                  |
| Luka & Serxhio Hajdini           | Koha plaket          |
| Neki Emra                        | Dashuri dhe urrejtje |
| Orges Toçe                       | Shi diamantësh       |
| Rezarta Smaja                    | Pse prise gjatë      |
| Tiri                             | Më zgjo              |
| Yll Limani                       | Shiu                 |
| XUXI                             | Metropol             |
| Xhesika Polo                     | Eva jam unë          |

### Émissions

#### Demi-finales
La sélection comporte deux demi-finales, qui ont lieu les 21 et 22 décembre, et une finale qui se tient le 23 décembre 2016. Vingt-quatre artistes sont en compétition pour représenter l'Albanie à l'Eurovision 2017.
- Qualifiés

| Ordre | Artiste         | Chanson              |
| ----- | --------------- | -------------------- |
| 1     | Flaka Krelani   | Osiris               |
| 2     | Xhejni Lito     | Pritja               |
| 3     | Genc Salihu     | Këtu                 |
| 4     | Erlind Zeraliu  | Dhimbja e gëzimit    |
| 5     | Xhesika Polo    | Eva jam unë          |
| 6     | Festina Mejzini | Atje lart            |
| 7     | Edea Demaliaj   | Besoj në ëndrra      |
| 8     | Neki Emra       | Dashuri dhe urrejtje |
| 9     | Yll Limani      | Shiu                 |
| 10    | Franc Koruni    | Macka                |
| 11    | Orges Toçe      | Shi diamantësh       |
| 12    | LYNX            | Sot                  |

| Ordre | Artiste                          | Chanson             |
| ----- | -------------------------------- | ------------------- |
| 1     | Elson Braha                      | Edhe një herë       |
| 2     | Lorela                           | Me ty               |
| 3     | Tiri                             | Më zgjo             |
| 4     | Fabiola Agalliu & Agnesa Çavolli | Shkon e vjen        |
| 5     | Rezarta Smaja                    | Pse prite gjatë     |
| 6     | Dilan Reka                       | Mos harro           |
| 7     | Albulena Jashari                 | Fjalët ia lë zemrës |
| 8     | XUXI                             | Metropol            |
| 9     | Luka & Serxhio Hajdini           | Koha plaket         |
| 10    | Classic Boys                     | Dashuria për jetën  |
| 11    | Linda Rukaj                      | Vija e lumit        |
| 12    | Lindita Halimi                   | Botë                |

#### Finale
| Ordre | Artiste                          | Chanson         | Vote des jurys | Vote des jurys | Vote des jurys | Vote des jurys | Vote des jurys | Vote des jurys | Vote des jurys | Vote des jurys | Vote des jurys | Vote des jurys | Vote des jurys | Vote des jurys | Vote des jurys | Télévote | Total | Place |
| Ordre | Artiste                          | Chanson         | A.Ba.          | V.K.           | A.Be.          | A.D.           | P.Ç.           | V.S.           | I.M.           | E.L.           | N.K.           | F.K.           | A.S.           | A.I.           | Total          | Télévote | Total | Place |
| ----- | -------------------------------- | --------------- | -------------- | -------------- | -------------- | -------------- | -------------- | -------------- | -------------- | -------------- | -------------- | -------------- | -------------- | -------------- | -------------- | -------- | ----- | ----- |
| 1     | Franc Koruni                     | Macka           | –              | –              | 2              | 1              | –              | 4              | 4              | –              | –              | –              | –              | 1              | 12             | –        | 12    | 11    |
| 2     | Lorela                           | Me ty           | –              | –              | –              | –              | –              | 3              | –              | 4              | –              | –              | 1              | –              | 8              | –        | 8     | 12    |
| 3     | Xhesika Polo                     | Eva jam unë     | –              | –              | –              | –              | –              | –              | –              | –              | 4              | 1              | –              | –              | 5              | –        | 5     | 14    |
| 4     | XUXI                             | Metropol        | 3              | 3              | –              | 3              | 1              | 5              | –              | 10             | 3              | –              | 2              | –              | 30             | –        | 30    | 5     |
| 5     | Fabiola Agalliu & Agnesa Çavolli | Shkon e vjen    | –              | –              | –              | 2              | –              | –              | –              | –              | –              | 5              | –              | –              | 7              | –        | 7     | 13    |
| 6     | Dilan Reka                       | Mos harro       | 1              | –              | 3              | 10             | 5              | –              | 3              | –              | –              | 7              | 10             | 4              | 43             | 7        | 50    | 3     |
| 7     | Lindita Halimi                   | Botë            | 7              | 10             | 10             | 7              | 3              | –              | 10             | 3              | 10             | 10             | 5              | 5              | 80             | 5        | 85    | 1     |
| 8     | Flaka Krelani                    | Osiris          | 2              | –              | 4              | –              | 4              | –              | 2              | –              | 5              | –              | –              | 10             | 27             | 3        | 30    | 5     |
| 9     | Rezarta Smaja                    | Pse prite gjatë | –              | 5              | –              | 4              | –              | 1              | 5              | –              | –              | 3              | –              | 2              | 20             | 4        | 24    | 7     |
| 10    | Edea Demaliaj                    | Besoj në ëndrra | –              | –              | –              | 5              | 7              | 2              | –              | –              | –              | 2              | 7              | –              | 23             | –        | 23    | 9     |
| 11    | Yll Limani                       | Shiu            | 10             | 7              | 7              | –              | 2              | –              | –              | 1              | 2              | 4              | –              | 7              | 40             | 10       | 50    | 3     |
| 12    | LYNX                             | Sot             | –              | 2              | 1              | –              | –              | –              | 1              | 2              | –              | –              | 4              | 3              | 13             | 1        | 14    | 10    |
| 13    | Orges Toçe                       | Shi diamantësh  | 4              | 1              | –              | –              | –              | 10             | –              | 5              | 1              | –              | 3              | –              | 24             | –        | 24    | 7     |
| 14    | Genc Salihu                      | Këtu            | 5              | 4              | 5              | –              | 10             | 7              | 7              | 7              | 7              | –              | –              | –              | 52             | 2        | 54    | 2     |

La finale est remportée par Lindita Halimi et sa chanson Botë. La chanteuse représentera le pays avec la version en anglais de sa chanson, intitulée World.

## À l'Eurovision
L'Albanie participe à la première demi-finale, le 9 mai 2017. Arrivé 14e avec 76 points, le pays ne s'est pas qualifié pour la finale.